# Icosteus aenigmaticus
Icosteus aenigmaticus är en över två meter lång art i ordningen abborrartade fiskar (Perciformes). Denna fisk är den enda arten i släktet Icosteus och även i familjen Icosteidae samt i underordningen Icosteoidei.
Djuret lever i norra Stilla havet och livnär sig av andra fiskar, bläckfiskar och maneter.
Icosteus aenigmaticus har en smal kroppsform. Vuxna djur saknar stjärtfena och även fjäll eller har fjällen hopvuxna med huden.